# Murex scolopax
Pour les articles homonymes, voir Murex et Scolopax.
Espèce
Murex scolopax est une espèce de mollusques gastéropodes marins.
- Répartition : indo-pacifique.

## Philatélie
Ce coquillage figure sur une émission du Territoire français des Afars et des Issas de 1975 (valeur faciale : 45 F).